# Makiso
 (décembre 2024).
Si vous disposez d'ouvrages ou d'articles de référence ou si vous connaissez des sites web de qualité traitant du thème abordé ici, merci de compléter l'article en donnant les références utiles à sa vérifiabilité et en les liant à la section « Notes et références ».
Makiso, anciennement Stanley, est une commune du centre de la ville de Kisangani en république démocratique du Congo (RDC). 
Elle comprend entre autres : une zone marchande, la mairie, le gouvernorat, l'université de Kisangani, l'Institut supérieur pédagogique, l'Institut supérieur de commerce de Kisangani, la grande Poste, la Bralima, et la société textile de Kisangani (SOTEXKI).

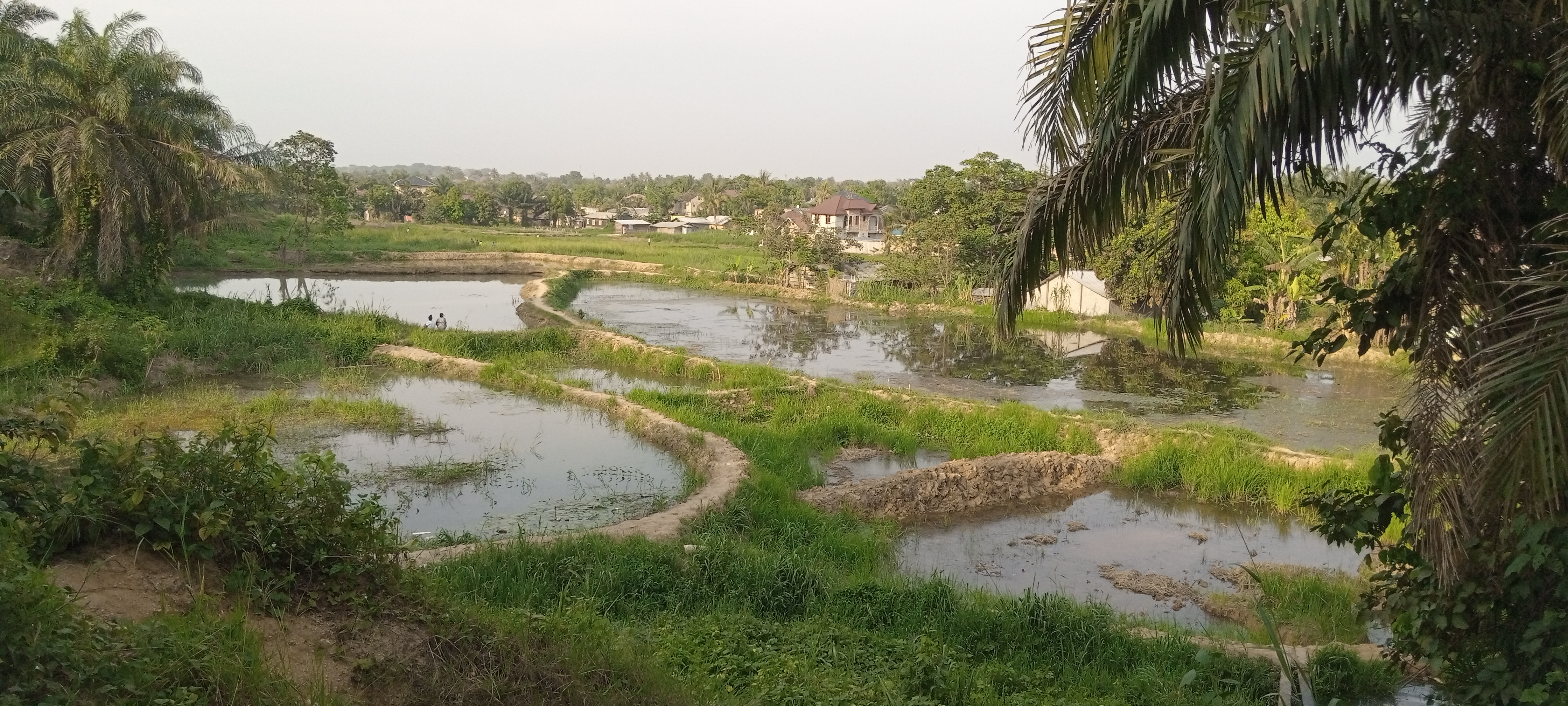
Pisciculture de poisson de Kisangani.
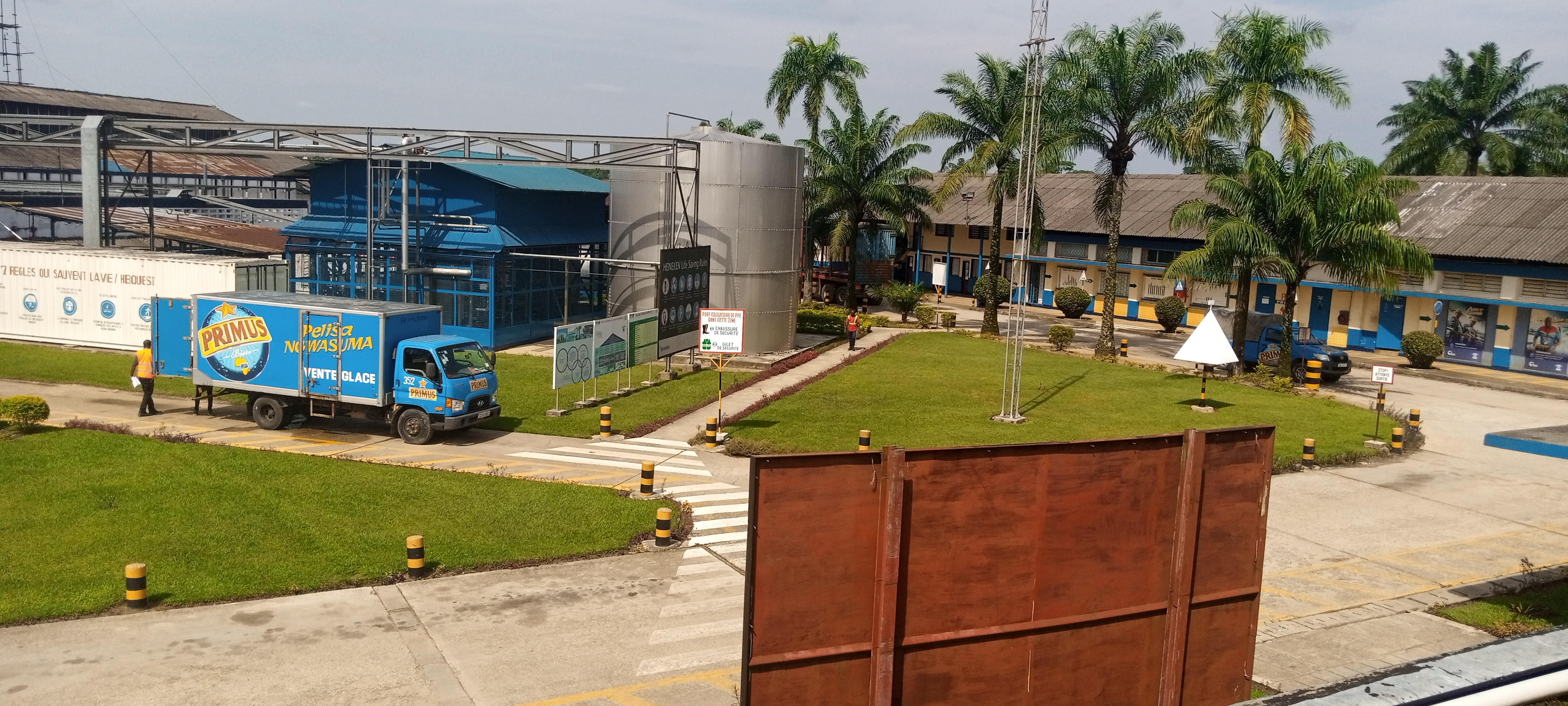
Usine Bralima.

## Quartiers
- plateau boyoma
- Kilomoto
- dès musiciens
- plateau medical

## Éducation
L'enseignement primaire, secondaire et professionnel est assuré principalement par les écoles privée et publics.
- Complexe scolaire Mukadona[2]
- Complexe scolaire du Base
- Athenne de kisangani

Homme feyen

## Anciens bourgmestres
- Martin LOILE LITUAMBELA
- Roger EKONGO NDEMBA
- Olivier KATANGA MASUDI